# Puchar Beskidów 1968
Puchar Beskidów 1968 – jedenasta edycja tego pucharu. Konkursy rozegrane zostały w dniach 27–28 stycznia na skoczniach w Wiśle i w Szczyrku. Po dwóch latach przerwy tytuł powrócił do reprezentanta Polski – zdobył go Józef Kocyan. Na drugim miejscu znalazł się Józef Przybyła dla którego było to czwarte podium w historii tego pucharu, a na trzeciej pozycji uplasował się reprezentant NRD Jürgen Dommerich.

## Terminarz
Na podstawie danych [1]
| Lp | Data             | Miejscowość | Skocznia | Uwagi | 1. miejsce      | 2. miejsce       | 3. miejsce       |
| -- | ---------------- | ----------- | -------- | ----- | --------------- | ---------------- | ---------------- |
| 1. | 27 stycznia 1968 | Wisła       | Malinka  | [ 1 ] | Józef Kocyan    | Józef Kocyan     | Jürgen Dommerich |
| 2. | 28 stycznia 1968 | Szczyrk     | Skalite  | –     | Josef Tonhauser | Jürgen Dommerich | Józef Kocyan     |

## Wyniki zawodów

### Wisła(27.01.1968)
| Msc. | Zawodnik         | I seria | II seria | Punkty |
| ---- | ---------------- | ------- | -------- | ------ |
| 1.   | Józef Kocyan     | 83,0 m  | 86,5 m   | 211,6  |
| 2.   | Józef Przybyła   | 79,5 m  | 82,5 m   | 195,0  |
| 3.   | Jürgen Dommerich | 78,5 m  | 76,0 m   | 177,5  |
| 4.   | Rolf Körner      | 76,0 m  | 75,5 m   | 176,2  |
| 5.   | Piotr Wala       | 74,0 m  | 77,5 m   | 175,9  |
| 6.   | Sławomir Kardas  | 73,0 m  | 78,0 m   | 170,2  |

### Szczyrk(28.01.1968)
| Msc. | Zawodnik            | I seria | II seria | Punkty |
| ---- | ------------------- | ------- | -------- | ------ |
| 1.   | Josef Tonhauser     | 79,5 m  | 80,0 m   | 227,0  |
| 2.   | Jürgen Dommerich    | b.d.    | b.d.     | 220,3  |
| 3.   | Józef Kocyan        | 73,5 m  | 75,5 m   | 214,0  |
| 4.   | Józef Przybyła      | b.d.    | b.d.     | b.d.   |
| 5.   | Stanisław Murzyniak | b.d.    | b.d.     | b.d.   |
| 6.   | Olaf Karhonen       | b.d.    | b.d.     | b.d.   |
| 7.   | Jan Bieniek         | b.d.    | b.d.     | b.d.   |
| 8.   | Józef Metelka       | b.d.    | b.d.     | b.d.   |
| 9.   | Sławomir Kardas     | b.d.    | b.d.     | b.d.   |
| 10.  | Piotr Wala          | b.d.    | b.d.     | b.d.   |

## Klasyfikacja generalna
| Miejsce | Zawodnik            | Punkty |
| ------- | ------------------- | ------ |
| 1.      | Józef Kocyan        | 426,3  |
| 2.      | Józef Przybyła      | 409,7  |
| 3.      | Jürgen Dommerich    | 397,8  |
| 4.      | Josef Tonhauser     | ?      |
| 5.      | Stanisław Murzyniak | ?      |
| 6.      | Piotr Wala          | ?      |
| –       |                     |        |
| 9.      | Sławomir Kardas     | ?      |